# Свято (фільм, 1930)
Свято (англ. Holiday) — американська комедійна драма режисера Едварда Г. Гріффіта 1930 року.
На 4-й церемоній нагородження премії «Оскар» фільм був номінований по двох категоріях: найкраща жіноча роль (Енн Гардінг) та найкращий адаптований сценарій (Горацій Джексон).

## У ролях
- Енн Гардінг — Лінда Сетон
- Мері Астор — Джулія Сетон
- Едвард Еверетт Гортон — Нік Поттер
- Роберт Амес — Джонні Кейс
- Гедда Гоппер — Сьюзен Поттер
- Монро Оуслі — Нед Сетон
- Вільям Голден — Едвард Сетон
- Елізабет Форрестер — Лаура
- Мейбл Форрест — Мері Джессап
- Крейтон Гейл — Піт Геджес
- Галлам Кулі — Сетон Крам
- Мері Форбс — місіс Прічард Амес